# Сан Лоренцо III (Салерно)
Сан Лоренцо III је насеље у Италији у округу Салерно, региону Кампанија.
Према процени из 2011. у насељу је живело 20 становника. Насеље се налази на надморској висини од 125 м.